# The Masque of Mandragora
The Masque of Mandragora (La mascarada de Mandragora) es el primer serial de la 14.ª temporada de la serie británica de ciencia ficción Doctor Who, emitido originalmente en cuatro episodios semanales del 4 al 25 de septiembre de 1976.

## Argumento
El Cuarto Doctor le enseña a Sarah otras partes del interior de la TARDIS, y llegan hasta la antigua sala de consola secundaria que, a diferencia de la sala primaria, está decorada con paneles de madera y tiene un aspecto más arcaico. Al activar la pantalla, el Doctor ve un remolino de energía viviente en el Vórtice del Tiempo, la Hélice de Mandragora, que empieza a atraerles. La inteligencia detrás de la Hélice empieza a atacarles físicamente mientras el Doctor intenta pilotar la TARDIS a través de ella. La nave acaba dentro de la Hélice, y el Doctor y Sarah se agachan al ver que un fragmento de la Hélice se cuela dentro. Logran escapar, sin saber que el fragmento se ha quedado con ellos.
En el siglo XV, en San Martino (Italia), una revuelta de campesinos es sofocada por el conde Federico y sus hombres dirigidos por el capitán Rossini. En un palacio, el hermano de Federico, el duque de San Martino, agoniza atendido por su hijo Giuliano y el acompañante de este, Marco. La muerte del duque había sido predicha por Hieronymous, el astrólogo de la corte, pero Giuliano, un hombre de ciencia, no cree en estas supersticiones. De hecho, Hieronymous trabaja para Federico, y la predicción de la muerte del duque tuvo al veneno como ayudante. Hieronymous le dice al conde que siente que sus poderes crecen, pero todo lo que Federico quiere es que el astrólogo prediga a continuación la muerte de Giuliano, y él se encargará del resto.
La TARDIS se materializa en un campo cercano a San Martino, y cuando el Doctor y Sarah van a explorar, el fragmento de energía sale de la TARDIS sin ser visto. Sarah se aleja y es secuestrada por un grupo de hombres encapuchados. El Doctor intenta rescatarla, pero le dejan inconsciente, y cuando despierta es testigo de cómo el fragmento de energía mata a un campesino. En busca de Sarah, el Doctor se encuentra con los hombres del conde y es arrestado...

### Continuidad
En la sala de la consola, el Doctor se encuentra una camisa con chorreras como las que llevaba el Tercer Doctor, y Sarah recoge una flauta como la que tocaba el Segundo Doctor. Con el comienzo de la nueva temporada, la antigua cabina de policía fue reemplazada, ya que la vieja se había deteriorado por el uso y las quebraduras. La nueva sería usada regularmente hasta Shada. Además, se usó un nuevo tipo de letra para los títulos de los episodios. En el serial aparece por primera vez la sala de consola secundaria de la TARDIS, diseñada por Barry Newbery, que se utilizó hasta el final de la temporada, haciendo su última aparición en The Robots of Death. Algunas historias sugieren que la habitación se envió a almacenamiento entre temporadas, quedando inutilizable, mientras otras sugieren que al nuevo productor Graham Williams no le importaba el decorado de madera. El interior original futurista se recuperó para la siguiente temporada.
En cierto punto Sarah pregunta cómo es que puede entender el idioma italiano del siglo XV. El Doctor no lo explica, diciendo sólo que es "un regalo de los Señores del Tiempo que te permito compartir". En El fin del mundo, Rose Tyler le hace al Noveno Doctor una pregunta similar, y el Doctor le dice que alterar su percepción del lenguaje es una función del campo telepático de la TARDIS. En La invasión en Navidad se establece que el Doctor es "parte del circuito del don de traducción telepática de la TARDIS, y que por tanto no funciona si él está en coma postregenerativo: aún más, el don se extiende a varias personas cerca de la TARDIS al igual que a Rose en el momento en que el Doctor se recupera.

## Producción
| Episodio          | Fecha de emisión         | Duración | Espectadores en millones | Estado en el archivo  |
| ----------------- | ------------------------ | -------- | ------------------------ | --------------------- |
| Episodio 1        | 4 de septiembre de 1976  | 24:31    | 8,3                      | Cinta original en PAL |
| Episodio 2        | 11 de septiembre de 1976 | 24:44    | 9,8                      | Cinta original en PAL |
| Episodio 3        | 18 de septiembre de 1976 | 24:34    | 9,2                      | Cinta original en PAL |
| Episodio 4        | 25 de septiembre de 1976 | 24:45    | 10,6                     | Cinta original en PAL |
| [ 1 ] [ 2 ] [ 3 ] |                          |          |                          |                       |

Entre los títulos provisionales de la historia se incluyen The Catacombs of Death (Las catacumbas de la muerte) y The Curse of Mandragora (La maldición de Mandragora). El nombre final se refiere a las máscaras que lleva la Hermandad de Demnos, y a las mascaradas, un entretenimiento que hacían intérpretes enmascarados, que después tuvo un papel fundamental en la trama.
El rodaje de exteriores se hizo en Portmeirion, en Gales.